# Loris Francesco Capovilla
Loris Francesco Capovilla, född 14 oktober 1915 i Pontelongo i Veneto, död 26 maj 2016 i Bergamo, var en italiensk kardinal. Han var privatsekreterare åt påven Johannes XXIII. Capovilla vigdes 1967 till ärkebiskop av Chieti. Den 22 februari 2014 utsågs han av påven Franciskus till kardinalpräst med Santa Maria in Trastevere som titelkyrka.